# Josefina Brdlíková
Josefina Brdlíková, née Mourková le 20 mars 1843 à Prague et morte le 21 avril 1910 dans cette même ville, est une traductrice, chanteuse, pianiste et compositrice tchèque.

## Biographie
Née à Prague elle étudie la musique à Paris et à Londres. Elle a épousé le maire et industriel Jan Brdlík, qui était le fondateur d'usines de produits chimiques et de goudrons de houille. Ils vivent à Počátky jusqu'en 1899. En 1894 son mari ouvre une nouvelle succursale et le couple s'installe à Kralupy.
Après la mort de son mari, Brdlíková retourne à Prague où elle étudie l'astronomie et les langues. Elle compose, écrit et traduit, et elle chante et joue du piano. Elle meurt à Prague,.

## Œuvres
- Aphorismen in Walzerform, pour piano à quatre mains (pub. 1897)[4]